# Corus tubericollis
Corus tubericollis là một loài bọ cánh cứng trong họ Cerambycidae.